# Howard Eisley
Howard Jonathan Eisley (ur. 4 grudnia 1972 w Detroit) – amerykański koszykarz występujący na pozycji rozgrywającego, aktualnie asystent trenera drużyny akademickiej Michigan Wolverines.

## Osiągnięcia
NCAA
- Finalista rozgrywek regionalnego turnieju Wschodu NCAA (1994)[1]
- Zaliczony do:
  - I składu turnieju regionalnego - East Regional (1994)[1]
  - II składu AAC (1993, 1994)[2]

NBA
- 2-krotny finalista NBA (1997, 1998)[3]
- Lider play-off w skuteczności rzutów wolnych (1997)[4]